# Paw Paw (Virgínia Ocidental)
Paw Paw é uma cidade  localizada no estado norte-americano de Virgínia Ocidental, no Condado de Morgan.

## Demografia
Segundo o censo norte-americano de 2000, a sua população era de 524 habitantes.
Em 2006, foi estimada uma população de 506, um decréscimo de 18 (-3.4%).

## Geografia
De acordo com o United States Census Bureau tem uma área de
1,4 km², dos quais 1,4 km² cobertos por terra e 0,0 km² cobertos por água. Paw Paw localiza-se a aproximadamente 185 m acima do nível do mar.

## Localidades na vizinhança
O diagrama seguinte representa as localidades num raio de 32 km ao redor de Paw Paw.